# عدة الفرس
عُدَّة الفرس مجموعة من معدات أو الملحقات تُوضع على الخيول أثناء استخدامها لركوبها أو غيره ذلك. تشتمل هذه المعدات على عناصر مثل السروج والركائب واللجام والرسن والعنان والشكيمة والثَّفَر والحَكَمَة وأدوات الربط بالعربات التي قد يَجُرُّها.

## معرض الصور

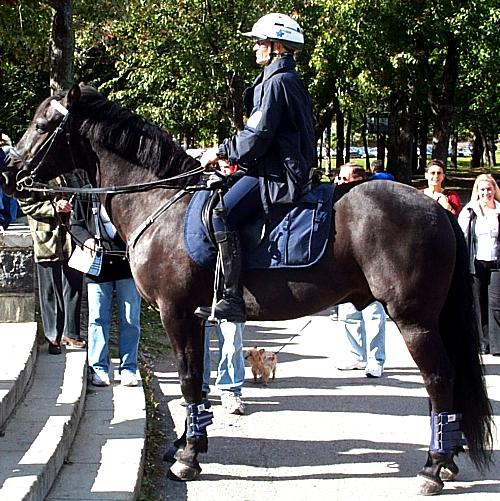
حصان مجهز بسرج لشرطي
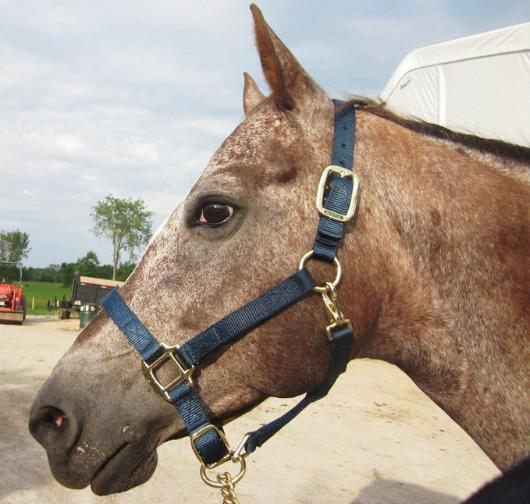
رسن من نَيلُون
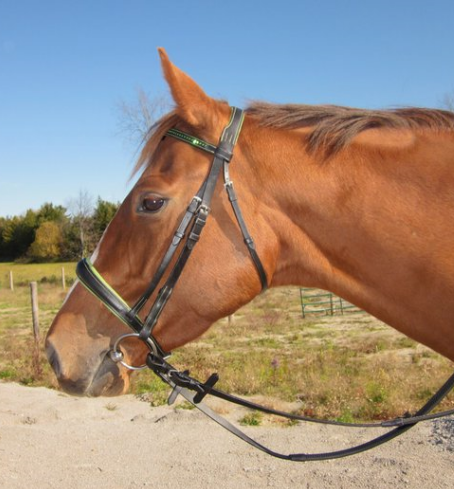
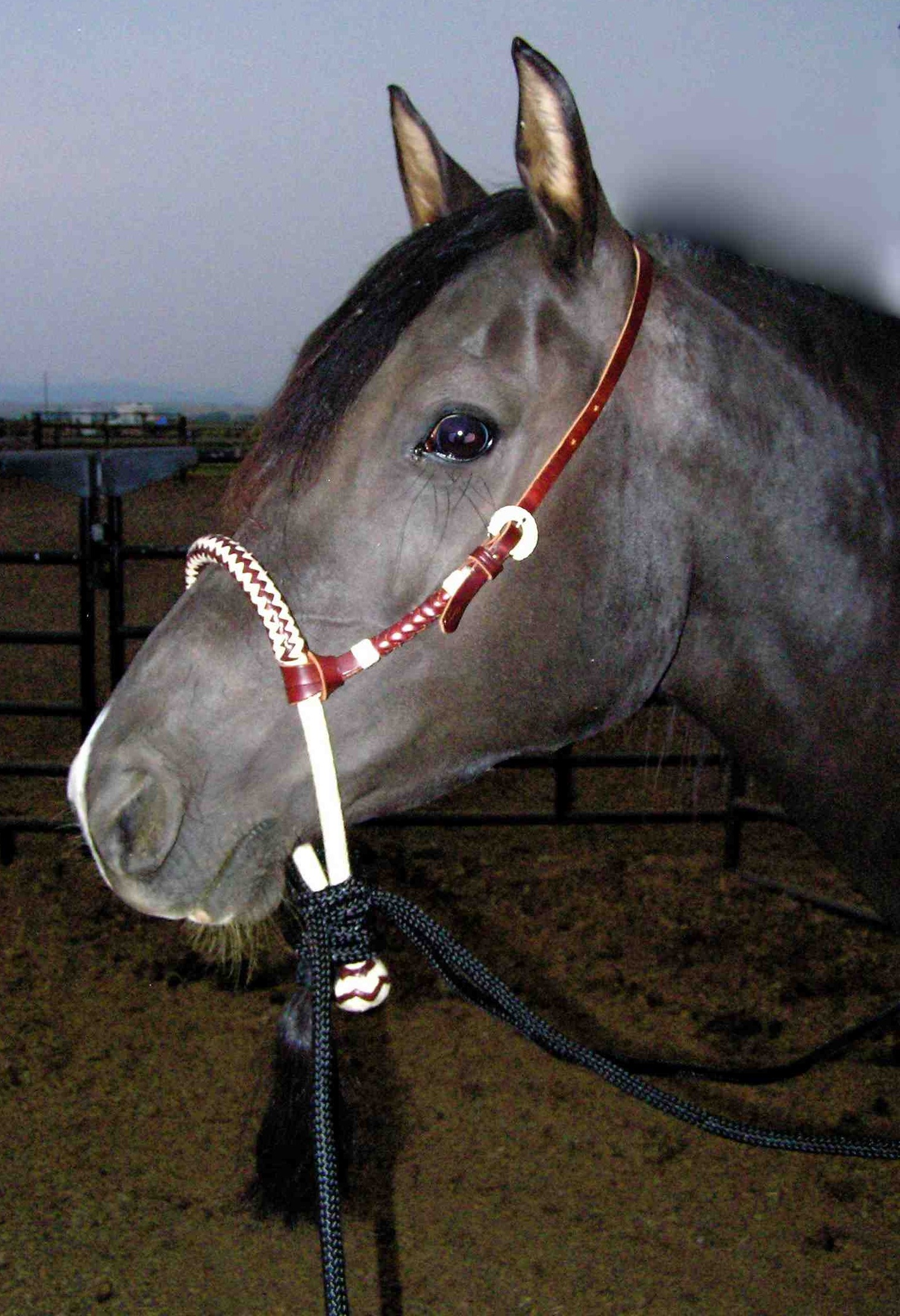
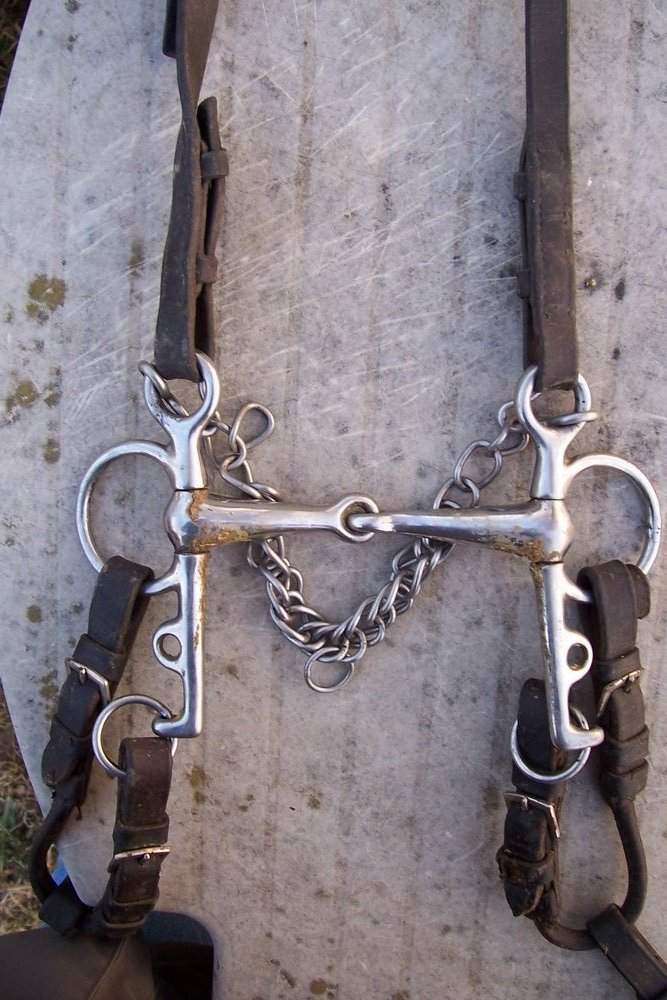
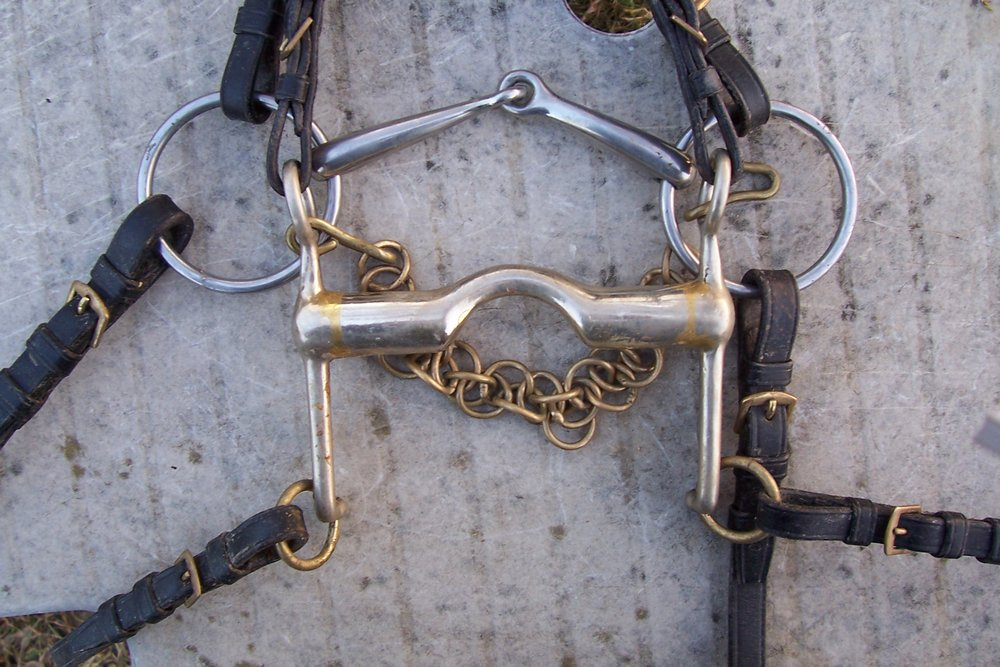
شكيمة لجام مزدوج